# Trigun
Trigun (トライガン, Toraigan) és un manga de ciència-ficció amb un ambient steampunk i inspirat en el salvatge oest estatunidenc creat per Yasuhiro Nightow l’any 1995 (Trigun i, més tard, Trigun maximum). Es va produir la seva adaptació en sèrie d'anime al 1998 per l'estudi Madhouse. Un llargmetratge d'animació anomenat Trigun: Badlands Rumble va ser llançat a l'abril de 2010.

## Rerefons
En un futur, la Terra ha sigut superpoblada i els seus recursos naturals i ambientals es troben en un estat a punt de desaparèixer. Davant d’aquesta situació es crea el projecte “Llavors”, en el qual, per assegurar la supervivència de l'espècie s’envia a l'espai una flota de naus d'última tecnologia en les que estan contingudes en animació suspesa un gran nombre de persones.
Aquestes naus es fan servir com a sistema d’alimentació de les anomenades “Plantes”, un generador d’energia en el nucli del qual s’hi allotja una entitat que es gairebé energia pura i serveix com a font de poder per la nau.
En una d’aquestes naus, una petita tripulació s’encarrega de guiar i buscar un planeta que pugui acollir la raça humana. Un dia, una anomalia els condueix fins al reactor per descobrir allà que no només la Planta ha donat llum a dos nadons, sinó que a diferència de la resta de la seva espècie, el seu aspecte és més humà i poden sobreviure fora del reactor.
Contràriament a l’opinió general, una membre dels tripulants anomenada Rem Saverem, insisteix en protegir-los i els cria com a dos nens humans, anomenant-los Vash i Knives. En un any aconsegueixen créixer fins a l’adolescència. Però una catàstrofe porta a la tripulació a la mort i a les naus a estavellar-se contra un planeta desèrtic. No obstant, Rem salva les naus a costa de la seva vida. Només en Vash i en Knives sobreviuen, fins a descobrir que tota la tragèdia va ser obra de Knives.
Els supervivents aconsegueixen despertar i comencen a establir-se en aquest món agressiu, utilitzant les restes d’una tecnologia que no comprenen i tractant de satisfer les seves necessitats, creen una civilització molt similar al vell oest nord-americà, formant grans ciutats i pobles prop de les ruines de les naus, ja que les Plantes encara atorguen energia i protecció contra el nociu ambient del planeta.

## Argument
Trigun narra la història de Vash Estampida, també conegut com l’Huracà humà, i de les dos empleades de la Societat d’Assegurances Bernarderi: Meryl Stryfe i Milly Thompson, que tenen la missió de seguir i minimitzar els efectes del caos que persegueix a Vash on sigui que vagi. Aquest amaga la seva verdadera personalitat, alternant entre l’idiota inofensiu i el guerrer implacable, però sempre és un pacifista acèrrim i imparable.
Bàsicament la història se centra en l'enfrontament entre Vash i el seu germà Knives. Es desenvolupa en el planeta Gunsmoke (de l’anglès “Arma fumejant”), on diverses naus colonitzadores terrestres es van estavellar un segle enrere. En ser un planeta amb poca aigua, pràcticament desèrtic, s’ha desenvolupat una civilització humana que és similar al vell oest estatunidenc. Existeix una interessant barreja de tecnologia antiga i nova, però el que crida més l’atenció són les Plantes, éssers que proveeixen energia a les ciutats humanes. Aquests éssers tenen una aparença de dones joves alades, també conegudes com a éssers fora del temps. Ningú ho sap, però en Vash i en Knives pertanyen a aquesta raça.
En Knives compta amb un grup d’assassins anomenats Gung-Ho-Guns, als que utilitza per atraure a en Vash cap a ell. A la vegada, en Vash sembla tenir un "aliat", Nicolas D. Wolfwood, un predicador itinerant que porta una creu enorme a sobre, el qual viatja per tot el planeta predicant la paraula del Senyor. Aquesta creu que porta és en realitat una arma de gran poder i potència.

## Personatges

### Principals
- Vash, l'Estampida (ヴァッシュ・ザ・スタンピード, Vasshu za Sutanpīdo)

La seva millor habilitat és utilitzar armes de foc de tota classe amb gran velocitat i amb una precisió sobrehumana. Té un caràcter estrany, i com sembla indicar el seu destí, vol imposar justícia sense matar ni vessar ni una sola gota de sang, tot i que els seus mètodes no sempre són els millors. També és un dels pocs homes vius a Gunsmoke que comprèn totalment l’ús, el manteniment i la construcció de la tecnologia perduda, ja que durant la seva estada a les naus llavors, fou entrenat com a tècnic de manteniment.
El seu aspecte és el d’un home alt, amb un uniforme de combat que amaga sota un abric vermell. El seu cabell és ros, amb un pentinat picut, ulleres petites rodones i botes gruixudes. Sota la roba amaga una amalgama de cicatrius i ferides que ha rebut al llarg d’un segle d’intents de frenar la violència per mitjà d’idees pacifistes. El seu braç esquerre és un implant amb una arma oculta que reemplaça el braç que el seu germà li va amputar d’un tret per treure-li la seva arma.
El seu cap està cotitzat en uns 60 mil milions de doble dòlars (moneda oficial del planeta Gunsmoke), ja que fou un proscrit buscat per la llei per causar la completa destrucció de diverses ciutats, com la ciutat Julio, el 21 de juliol de l’any 104 a les 14:06 hores. Després de destruir la ciutat Augusta i fer un cràter a la Cinquena Lluna de planeta 23 anys després. Sense importar això, ell sempre defenserà la justícia i l’ordre tot i si ell pateix danys físics. Té una debilitat per les noies boniques fins al punt en què gairebé és faldiller, ja que tot i tornar-se boig per elles, sent una gran aprehensió a que el vegin un i contemplin les marques del seu cos. També, se’l considera el Desastre Natural de tot Gunsmoke, fet pel qual se’l va anomenar l’Huracà Huma.
Va aprendre la filosofia pacifista de Rem Saverem, qui el va criar des de petit i es va tornar per ell una imatge idolatrada. De fet, ell mateix reconeix, després de superar el fet d’haver d’assesinar a Legato, que en realitat va seguir aquesta filosofia no per ser lo correcte, sinó només perquè la Rem ho deia.
Li encanten les dones i té més d’un segle d’edat, ja que va caure juntament amb les naus colonitzadores que es van estavellar en el planeta Gunsmoke fa més de 107 anys.
- Meryl Strife (メリル・ストライフ, Meriru Sutoraifu)

Juntament amb la Milly Thompson, és empleada de l'organització d’assegurances “Bernardelly”. Li han assignat mantenir a en Vash lluny dels problemes. El segueixen a on sigui que vagi en un intent de prevenir el desastre abans que passi, esperant que la seva companyia d’assegurances no hagi de pagar les destrosses, que solen ser enormes.
No obstant això, en un principi no creia que l’atabalat subjecte que coneixerien al poc d’iniciar el seu viatge sigues del verdader Vash, només després de moltes aventures junts i de veure’l enfrontar-se a la família Nebraska. Llavors es convencen de que en realitat l’Huracà Humà no és un assassí sanguinari i amb sed de sang, sinó més aviat un pitsoler de bons sentiments amb la mala sort de que els problemes el persegueixen.
Meryl és forta i persistent. Quan els Gung-ho-Guns comencen a atacar, decideix seguir al costat d’en Vash tot i el risc que significa. Malgrat ser, estrictament parlant, només una oficinista, és una excelent pistolera.
També se la coneix amb el sobrenom de Derringer Meryl, que ve de les dotzenes de pistoles Derringer que amaga sota el seu guardapols, les quals utilitza amb gran habilitat. Té una semblança amb la Rem.
A mesura que avança la sèrie, es va enamorant d’en Vash, tot i que al principi no ho admet, però amb el pas del temps i amb l’ajuda de la seva amiga Milly, ho va acceptant.
- Milly Thompson (ミリィ・トンプソン, Mirī Tonpuson)

Malgrat la seva ingenuïtat i el seu caràcter una mica infantil, és forta però també agradable, feliç i confiable. Físicament, es caracteritza per ser més alta que les altres dones. Va créixer en una família nombrosa, als que escriu amb freqüència extenses cartes. Considera a la Meryl com a la seva senpai. Tan en el manga com a l’anime, té una especial relació amb Wolfwood.
També se la coneix amb el sobrenom de Stun Gun Milly, una arma atordidora que maneja (anomenada Stuntgun en anglès), la qual dispara grans creus de metall que noquejen als seus contrincants, ja que rebutja la idea de l’assassinat tant o més que el mateix Vash.
- Nicolas D. Wolfwood (ニコラス・D・ウルフウッド, Nikorasu Dī Urufūddo)

Un personatge bastant misteriós que sembla predicador. Almenys va vestit com a un, diu representar un orfanat i porta una gran creu envoltada d’un drap lligat amb corretges. En realitat, aquesta creu és un arsenal que s’obra quan es necessita: els braços contenen pistoles, l'extrem llarg és una metralladora de gran abast i la cabecera és un llançamíssils.
Wolfwood acaba viatjant amb en Vash per casualitat, o això és lo que deixa pensar, ja que mentre passa el temps, es descobreix que té les seves pròpies raons ocultes. És també part de l’Ull de Michael, una organització d’assassins eclesiàstics. A més, és part dels Gung-ho-Guns. Posteriorment, en Knives li demana que acompanyi a en Vash sense informar a la resta dels Gung-ho-Guns. No obstant això, es convertirà en un amic fidel per a en Vash. La seva arma és un joc de paraules, que inclou una bateria de 8 pistoles, un llançaflames i un llançacoets, anomenat “Castigador” (igual que el seu sobrenom amb els Gung-ho-Guns). Tot i que procura fer el bé com ho fa en Vash, ajudant als altres en situacions en les quals ningú altre s’oferiria voluntari, es diferencia d’ell amb el fet que mataria si creu que ho ha de fer. Tanmateix, sembla tenir una atracció per la Milly. Finalment, és assassinat per Chapel quan aquest és manipulat per Legato.
- Knives Millions (ミリオンズ・ナイブズ, Mirionzu Naibuzu)

És el germà d’en Vash i té una personalitat misàntropa. Fou el que li va regalar a en Vash una pistola blanca (la d’en Knives és negra, una arma amagada que es connecta amb el seu braç, com un catalitzador amb poder suficient com per aforadar la Lluna). Vol destruir la humanitat perquè aquesta destrueix més del que crea, a més de voler crear una raça forta que pugui sobreviure com ho van fer ell i en Vash.
En Knives esperava que en Vash s’unís a la seva causa per dur a terme el seu propòsit, però es dona compte que mai canviarà d’opinió, així que mana als seus deixebles per tractar de matar-lo, però en Vash no vacil·la en arriscar la seva pròpia vida per intentar salvar al seu germà de fer això.
En el manga, en Knives és molt més perillós al utilitzar l'energia de les Plantes, les quals fusiona dins seu, així augmenta la seva força a un nivell imparable. Finalment, és derrotat per en Vash (el qual, ell mateix salva, després que aquest mateix es desmaiés al vènce’l).
- Rem Saverem (レム・セイブレム, Remu Seiburemu)

Si hi ha una persona que ha definit la vida de Vash, és la Rem. Ella gairebé va criar de bona manera a en Vash i a en Knives quan eren petits. També els va defendre quan la tripulació de les naus llavors pensaven que no mereixien ser tractats com a éssers humans.
Al perdre-la, en Vash rep l’impuls que forma el seu caràcter actual i la seva manera d’actuar amb pacifisme. Ell va aprendre el valor de la vida a través del sacrifici de la Rem: ella va rebutjar abandonar les naus llavors per poder salvar als colons quan aquestes s’anaven a estavellar contra el planeta Gunsmoke, provocant un aterratge d’emergència a l’últim moment, que li va costar la vida.
- Kuroneko (黒猫様, Kuroneko-sama)

Kuroneko (o el gat negre) no és realment un personatge. Sembla ser, en realitat, la mascota del dibuixant Nightow. Serveix per marcar situacions estranyes i ajuda a proporcionar una atmosfera còmica en nombroses escenes de la història. Una dada curiosa sobre ell és que apareix en tots els episodis de l’anime.

### Els Gung-ho-Guns
- Legato Bluesummers: Servent d 'en Knives Millions, va completar els desitjos del seu mestre, és a dir, ser utilitzat com un dels enemics més perillosos d'en Vash. Pot fer servir el que ell anomena un fil per controlar el cos contra els desitjos de les persones. A més, per servir als interessos d'en Knives, va reunir una banda d'assassins excepcionals que alhora, ell és el seu líder indiscutible. Segons la seva mentalitat, els humans són una raça inferior que no mereixen la vida i que ha de ser exterminada, i a més, considera que la seva pròpia vida no té valor i això el fa perillós al no témer la mort.

- Monev The Gale: És el nº 1 dels Gung-ho-Guns. Es tracta del primer enemic real en lluitar contra en Vash. Ataca i es defensa amb dues pistoles amb màquines rotatives (una a cada braç). Va passar 20 anys de la seva vida en un celler per posar-se en forma i preparar la seva trobada contra el seu destí. La seva motivació és en quant acabi amb en Vash, serà lliure de viure com vulgui.

- Dominique la Cíclode: Es tracta de la nº 2 dels Gung-ho-Guns. Utilitza un poder que li permet mirar i hipnotitzar als seus oponents en moments breus, privant-los de tots els seus sentits i de la seva noció del temps, per així fer-los creure que es mou gairebé tele-transportant-se a una velocitat sorprenent.

- E.G. Mina: El nº 3 dels Gung-ho-Guns. Està equipat amb un tipus de bola amb pics que ell pot expulsar apretant fortament amb els seus dits. No obstant això, és només un oponent fàcil per en Vash, ja que aconsegueix desarmar-lo sense problemes.

- Leonov el Titellaire: El nº 4 dels Gung-ho-Guns. Aquest és capaç de manejar centenars de titelles, i a més, és mestre de titelles assassins. S'infiltra en una ciutat flotant que en Vash i en Woolfwood van visitar sabotejant i destruint fins a fer-los estavellar-se. Després d'usar com a titelles i assassinar alguns dels amics que havien fet allà, Nicolas l'assassina amb el seu llançacoets.

- Hoppard el Manyopla: Es tracta del nº 6 dels Gung-ho-Guns. El seu cos està atrofiat i depèn dels seus braços, ja que les seves cames són massa curtes. La part superior del seu cos està perfectament musculat. Lluita mitjançant un formulari d'un escut en forma de pilota, amb una metralladora dins d'aquest. El seu objectiu és assassinar en Vash, ja que la seva estimada va ser víctima de la catàstrofe a la ciutat Juliol.

- Midvalley el Músic: És el nº 7 dels Gung-ho-Guns. Es tracta d'un mestre capaç de jugar amb les seves fatals melodies en utilitzar els sons d'un saxòfon i, si cal, el seu instrument està equipat amb una metralladora. Mentre s'enfronta amb en Vash, aquest trava un dels gallets del seu instrument/arma i tot que intenta advertir Midvalley, el qual no li fa cas, aquest mor quan intenta disparar, fent explotar la seva arma.

- Grey Nou Vides: És el nº 8 dels Gung-ho-Guns. Té la reputació de tenir nou vides i va resultar un oponent especialment difícil de derrotar per en Wolfwood. Al final, resulta ser una espècie de robot controlat per nou subjectes des de dins. En la sèrie d'anime això va ser modificat i es va presentar en Grey com un androide.

- Rai-Dei el Ganivet: És el nº 9 dels Gung-ho-Guns. Aquest és el clàssic samurai en les sèries de manga amb la seva katana i diverses armes de l'estil esmentat. Assegura que vol combatre amb en Vash, ja que només mirant a la mort a la cara podrà descobrir el camí del guerrer, assegurant seguir fidelment el camí del samurai i per això rebutja la tecnologia i les armes de foc. Malgrat això, contradictòriament, utilitza un calçat motoritzat que li permet accelerar i si es veu en desavantatge i converteix la seva katana en una escopeta amb la qual crivella al seu oponent. Finalment creu haver aconseguit el seu propòsit en presenciar a en Vash disparar contra la cinquena lluna, però lluny de veure el camí del guerrer això només li va produir por.

- Zazie la Bèstia: És el nº 12 dels Gung-ho-Guns. Aquest petit personatge, amb aparença de nen, sembla no ser humà. Es pot comunicar amb els animals, els quals li obeeixen. També pot fer transferències de la seva ànima d'un cos a un altre, però gairebé no s'aprecia. En el manga utilitza aquesta habilitat en passar del seu cos normal (després de ser aixafat per un ascensor) al d'una nena.

- Elendira el Clau Carmesí: És el nº 13 dels Gung-ho-Guns. Es considera el més fort dels Gung-ho-Guns i utilitza una espècie de maleta allargada que demostra ser en realitat una ballesta que dispara enormes claus. Només apareix en el manga.

- Capella la Lliure Campana Funerària: Millor conegut com a Chapel en el manga. Un dels mestres de l'Organització de "l'Ull d'en Michael", una organització d'assassins eclesiàstics, la qual va ser fundada en una església que treballa amb "Plantes". Ells li proveeixen a en Knives assassins professionals. Va ser l'instructor d'en Nicolas, Livi i Razlo. Va ser un mestre exigent i va acceptar a pocs deixebles a l'Organització. Quan va sortir d'aquesta, en Nicolas el va ferir per deixar-lo privat de les seves cames. Una de les seves fites és venjar-se d'ell, així que novament es va unir a l'Ull d'en Michael. Segueix sent formidable i temut tot i utilitzar cadira de rodes (en l'anime això va ser omès). Utilitza dues armes que són metralladores i al final d'aquestes estan unides per quatre pics filosos.

- Caine l'Aventurat: En la breu aparició d'aquest franctirador dels Gung-ho-Guns, tenia una escopeta d'un canó de diversos metres, que li permetia aconseguir encertadament trets de gran precisió a llargues distàncies. Només apareix a l'anime.

### Ull d'en Michael
- Livio el Doble Ullal: Es tracta d'un assassí amb talent, té una doble personalitat que apareix quan està en extrem perill, en Razlo. Lluita amb dues creus cristianes que resulten ser unes mini metralladores (una a la part frontal i l'altra a la popa). Al final de l'enfrontament amb Wolfwood (manga), es converteix en un dels aliats d'en Vash, al qual protegeix de la mort a costes del seu jurament de no fer mal a ningú.

- Razlo el Viatge a la Mort: Un dels millors assassins de l'organització, correspon a la segona personalitat d'en Livio, posseeix un tercer braç mecànic en la seva esquena. Per combatre, utilitza tres armes molt pesades, una per cada braç, similars a les creu d'en Wolfwood. A causa de l'enorme diferència en el comportament entre aquesta segona personalitat i la primera, l'Ull d'en Michael li va atorgar una existència a part en l'organització.

### Doblatge
| Personatge           | Veu al Japón ·                   | Veu a Catalunya ·           | Veu a Espanya ·  | Veu a Mèxic ·             |
| -------------------- | -------------------------------- | --------------------------- | ---------------- | ------------------------- |
| Vash l'Estampida     | Masaya Onosaka/Hajimenori Miyata | Raúl Llorens                | Nacho de Porrata | Gabriel Ortiz/Carlos Diaz |
| Meryl Stryfe         | Hiromi Tsuru                     | Noemí Bayarri               | Carmen Ambrós    | Georgina Sánchez          |
| Milly Thompson       | Satsuki Yukino                   | Eva Lluch                   | Olga Supervía    | Monica Pavon              |
| Nicholas D. Wolfwood | Shō Hayami                       | Hernan Fernández            | Lucas Cisneros   | Carlos Hugo Hidalgo       |
| Knives Millions      | Toru Furusawa/Masamichi Ota      | Ramon Canals/Vicky Martínez | Ramón Rocabayera | Rubén León/Eduardo Curiel |
| Rem Saverem          | Aya Hisakawa                     | Elvira García               | Mayte Supervía   | Adriana Casas             |
| Legato Bluesummers   | Toshihiko Seki                   | Josep Maria Mas             | Toni Mora        | Gerry Meza                |
| Kuroneko             | Satsuki Yukino                   | N/D                         | Mayte Supervía   | N/D                       |

## Contingut de l’obra

### Manga
Després de deixar la universitat, Yasuhiro Nightow havia anat a treballar venent apartaments per a la corporació d'habitatge Sekisui House, però va lluitar per mantenir-se al dia amb el seu hobby de dibuix de manga. Assegurat per alguns èxits, incloent un one-shot manga basat en la popular franquícia de videojocs Samurai Spirits, va deixar el seu treball per poder dibuixar a temps complet. Amb l'ajuda d'un amic editor, va enviar una història de Trigun per a la revista Shōnen Captain de Tokuma Shoten, durant el febrer de 1996, i va començar la serialització regular dos mesos més tard a l'abril.
No obstant això, Shōnen Captain es va cancel·lar a principis de 1997, i quan Nightow va ser abordat per la revista Young King Ours, publicat per Shōnen Gahōsha, els interessava començar una nova obra. No obstant això Nightow estava preocupat per la idea d'abandonar Trigun incomplet, i va demanar que se li permetés acabar la sèrie. Els editors van confirmar-ho i el manga es va reprendre el 1998 com a Trigun Maximum (トライガンマキシマム, Toraigan Makishimamu). La història salta dos anys endavant amb l'inici de Maximum, i pren un to lleugerament més greu, potser a causa del canvi d'un shōnen a un una revista seinen. Malgrat això, Nightow va afirmar que el nou títol era diferent pel fet del canvi d'editors, i en lloc de ser una seqüela, s'ha de veure com una continuació de la mateixa sèrie. El 14 tankōbon va ser publicat el 27 de febrer de 2008.
Shōnen Gahōsha posteriorment va comprar els drets de tres dels volums manga de la sèrie original i la va tornar a publicar com a dos volums engrandits. A l'octubre de 2003, l'editor nord-americà Dark Horse Comics va llançar el primer volum expandit traduït a l'anglès per Digital Manga, mantenint el format original de dreta a esquerra en comptes de reflectir les pàgines. Trigun Maximum va seguir ràpidament i es va publicar tota la campanya de 14 volums durant un període de cinc anys entre maig de 2004 i abril de 2009. També s'han publicat traduccions en francès, alemany, italià, portuguès i espanyol. A Espanya, l'editorial Glénat va editar Trigun seguint la nova edició de Shōnen Gahōsha i el qual va publicar Trigun Maximum de manera mensual.
Una antologia de manga titulat, Trigun: Multiple Bullets (トライガン マルチプルバレッツ, Toraigan Maruchipuru Barettsu) amb històries curtes escrites per diversos artistes del manga com Boichi, Masakazu Ishiguru, Satoshi Mizukami, Arca Rendiment, Yusuke Takeyama, Yuga Takauchi i Akira Sagami va ser llançat per Shonen Gahosha al Japó al desembre de 2011 i a Amèrica del Nord el 6 de març de 2013.
El 24 de juliol, l'editorial Larp Editores va anunciar la seva publicació a l'Argentina, fent una edició fidel a la japonesa, editant els dos volums de la sèrie original en format de 350 pàgines i Maximum en 14 volums de 200 pàgines.

### Anime
Madhouse va produir una sèrie d'anime basada en el manga, també titulat Trigun. Dirigit per Satoshi Nishimura, la sèrie es va emetre a la televisió de Tòquio, de l'1 d'abril al 30 de setembre de 1998. És llicenciat per a DVD i Blu-ray als Estats Units per Funimation Entertainment, que el va tornar a llançar al DVD a l'octubre 27, 2010. L'espectacle no va obtenir un gran públic al Japó durant la seva presentació original el 1998, però va guanyar una gran base de seguidors després de la seva estrena nord-americana a Cartoon Network a principis de 2003. Nightow ha afirmat que a causa del final de l'anime, és poc probable que es continuï fent.

### Pel·lícula
El número d'octubre de 2005 de la revista Neo inclou una entrevista amb Masao Maruyama, fundador i programador de la sèries de Madhouse. En l'article va revelar que l'estudi ha estat treballant en una pel·lícula de Trigun que es publicaria en "un parell d'anys". El número de novembre de 2005 de Anime Insider també va confirmar aquesta notícia.
Al maig de 2007, Nightow va confirmar en la Convenció Central de l'Anime que la pel·lícula de Trigun estava en les primeres etapes de la pre-producció amb un guió gairebé acabat, tot i que no va publicar cap informació de la trama.
Al febrer de 2008, van aparèixer més detalls sobre la pel·lícula a la portada del volum 14 del manga de Trigun Maximum, anunciant que la pel·lícula estava programada per al 2009. A l'octubre de 2009, però, el lloc web de la pel·lícula va anunciar una nova estrena japonesa per a la primavera de 2010. La història de la pel·lícula, tal com es mostrava a la portada, anava a ser sobre "Vash contra Wolfwood", els dos personatges principals del manga.
Al juliol de 2009, a la convenció Anime Expo de Los Angeles, Califòrnia, Yasuhiro Nightow i Satoshi Nishimura van posar un panell per a la pel·lícula. Shigeru Kitayama i Noriyuki Jinguji també van fer aparicions per promocionar la pel·lícula. Durant la convenció es va mostrar un tràiler que representava personatges de la pel·lícula.
La pel·lícula va ser animada per la mateixa companyia que va animar el programa de televisió, Madhouse.
La pel·lícula es titula Trigun: Badlands Rumble i es va obrir als cinemes al Japó el 24 d'abril de 2010. La pel·lícula es va mostrar a un públic nord-americà a la Sakura-Con 2010 a Seattle, Washington el divendres 2 d'abril de 2010 a les 5:00 a la tarda, i el director va celebrar una sessió de Q & A de 15 minuts abans de la pel·lícula, explicant els motius pels quals no es va batejar, subratllar i per què es va estrenar a la convenció, explicant també els nous personatges. La pel·lícula es va mostrar de nou dissabte i diumenge segons el calendari. A l'edició d'Anime Expo 2010, Funimation va anunciar que tenien llicència de la pel·lícula que tenien amb la sèrie de televisió i que tenien intenció de llançar-la als cinemes. Funimation va tenir posteriorment una presentació d'una versió de subtítol de la pel·lícula més tard durant la mateixa edició d'Anime Expo.
La pel·lícula es va estrenar a Nord-amèrica de televisió el dissabte 29 de desembre de 2013 a Adult Swim 's Toonami block.

## Recepció
Tot i que la sèrie va rebre una resposta càlida de les audiències japoneses natives, Trigun ha demostrat ser un gran èxit amb els espectadors nord-americans durant la seva difusió al bloc Adult Swim de Cartoon Network a principis dels anys 2000. L'anime ha rebut en la seva majoria comentaris positius de crítics nord-americans que han elogiat els temes morals de la sèrie i la capacitat d'equilibrar l'humor alegre amb la seva trama més seriosa. La sèrie d'anime apareix freqüentment com una de les millors sèries d'anime amb l' àlbum de l'anime de la revista Magazine. De fet, és considerada com a millor sèrie en la posició nº 38 dels seus "Top 50 anime llançats a Amèrica del Nord" i el periodista de The Los Angeles Times, Charles Solomon, va situar la sèrie com el setè millor anime en el seu "Top 10".
Theron Martin de l'Anime News Network va donar a l'adaptació de l'anime un B+ i elogiava la redacció afirmant que "la sèrie mai no embolica els tòpics inherents a aquest format simplement perquè la sorprenentment alta qualitat de la seva escriptura mai no permet que això passi". No obstant això, va continuar criticant els aspectes visuals que afirmaven que "la representació de caràcters regularment s'assembla més als esborranys que als productes finals refinats, i els artistes solen lluitar només per seguir model". Mike Toole d'Anime News Network va nomenar a Trigun com un dels anime més importants de la dècada de 1990. El 2009, Trigun Maximum va guanyar el Premi al Millor Comic Seiun en la 48 ª Convenció de Ciència Ficció del Japó.
El columnista de la revista Escapist, H.D. Russell va revisar l'adaptació de la sèrie anime a principis de 2016, com a part de la secció "Good Old Anime Review", que es va centrar en l'anime popular de la dècada de 1990 a principis del 2000. Tot i que, observant que la sèrie no ha crescut bé en termes d'animació i qualitat d'interpretació en veu anglesa, Russell afirma la profunditat dels personatges i temes morals de la sèrie compensa els seus errors. Russell va concloure la seva revisió donant a Trigun un rang de quatre de cinc estrelles i afirmava: "Trigun és molt sovint eclipsat pel seu primer cosí, Cowboy Bebop, i és trist, perquè realment és un plaer mirar-lo. Malgrat tenir només una veu decent (amb algunes excepcions), música mitjana i visuals relativament estàtics, Trigun és una explosió absoluta que em va fer riure i pensar tot el camí. Tot i que no és perfecte, és divertit i fa preguntes que faran que els lectors es reflexionin durant molts anys sense oferir cap resposta."
L'èxit de la sèrie animada va augmentar la popularitat del material original del manga amb el llançament de la primera versió de 35.000 exemplars de l'estrena dels Estats Units poc després del llançament. El segon volum concluïa la sèrie original de l'any següent, i es va convertir en el top manga de 2004.
Malgrat la seva rellevant popularitat a Occident, Trigun mai va guanyar un gran recorregut per als públics japonesos. Els factors suggerits inclouen l'entorn "vell oest", noms d'estils d'estil europeu i la manca d'elements culturals japonesos. Això farà que Trigun sigui un dels exemples més rars d'un anime molt més reeixit a Occident que a l'interior del seu país d'origen.